# Johann VII. (Wittgenstein)
Johann VII. (auch: Johann V.) von Sayn, Graf zu Wittgenstein (* 1489 auf Schloss Wittgenstein über Bad Laasphe; † 2. April 1551 auf Schloss Berleburg) regierte ab 1509 bis 1551 den nördlichen Teil der Grafschaft Wittgenstein am Oberlauf der Lahn um die Stadt Berleburg herum. Zusammen mit seiner Ehefrau Margaretha von Henneberg näherte er sich ab 1534 der Reformation an.

## Leben
Johann VII. war ein nachgeborener Sohn von Eberhard von Sayn, Graf zu Wittgenstein (1425–1494) und der Margarete von Rodemachern (* um 1450; † 1509 Schloss Berleburg). Er wurde 1489 wahrscheinlich auf Schloss Wittgenstein, dem Wohnsitz seiner Eltern geboren und starb am 2. April 1551 auf Schloss Berleburg.
Da Johanns Vater 1494 verstarb, wurde die Grafschaft bis 1509 von dessen Witwe Margarete regiert, die gegen Ende ihres Lebens auf ihrem Witwensitz Schloss Berleburg wohnte. Danach teilen sich die beiden Brüder Wilhelm der Ältere und Johann die Regierung in der Grafschaft Wittgenstein. Während Wilhelm den südlichen Teil der Grafschaft Wittgenstein mit der Stadt Laasphe und dem Stammsitz Schloss Wittgenstein übernahm, fiel Johann der nördliche Teil mit der Stadt Berleburg und dem dortigen Jagdschloss zu. Johanns Herrschaftsbereich wurde als „Herrlichkeit“ bezeichnet.
Johann war zweimal verheiratet. Seine erste Ehefrau war Agnes von Eza und Gramsberg. 1534 heiratete er Margaretha Gräfin von Henneberg, Tochter Wilhelms von Henneberg und der Anastasia von Brandenburg, die am 12. Januar 1547 verstarb. Diese zweite Ehefrau war schon vor der Heirat der Reformation zugeneigt und überzeugte Johann VII., sich ebenfalls dieser Bewegung anzuschließen. Ein erster evangelischer Pastor in der Nordgrafschaft wurde Herrmann Schmalz in Berleburg, der vom alten Glauben zum neuen Bekenntnis übertrat.
Johann baute ab 1531 das alte Jagdhaus Berleburg zu einer standesgemäßen Residenz aus, vor allem, indem er steinerne Wohnbauten aufführen ließ.

## Nachkommen
Johann VII. hatte aus seiner ersten Ehe einen Sohn Philipp, der früh verstarb.
Aus seiner zweiten Ehe mit Margaretha von Henneberg hatte Johann VII. drei Kinder, die ebenfalls alle früh verstarben.
- 1535 wurde ein Sohn (Wilhelm ?) geboren, der mutmaßlich vergiftet wurde und bald verstarb.[4]
- Ein anderer Sohn starb früh eines natürlichen Todes.
- Ein dritter Sohn Philipp verstarb ebenfalls früh.

Zudem hatte Johann VII. zu Wittgenstein mehrere uneheliche Kinder, die er in seinem Testament kurz vor seinem Tod bedachte:
- Katharina Wittgenstein, verheiratet mit Johann Geiße (Gysaeus)
- Werner Wittgenstein
- Peter Wittgenstein
- Gilbert Wittgenstein
- Jost Wittgenstein
- Daniel Wittgenstein (dessen Mutter: Elschen, Tochter des Wetterhans)

## Archivalien
Zu Johann VII. von Wittgenstein existiert eine archivalische Überlieferung, vor allem im fürstlichen Archiv zu Berleburg. Zugang: Vereinigte Westfälische Adelsarchive e.V., Archiv Schloss Berleburg (BA). Die Regesten sind online zugänglich über das Portal des Landesarchiv Nordrhein-Westfalen.
Ausgewählte Urkunden:
- Wilhelm, Landgraf zu Hessen, belehnt den Grafen Wilhelm und dessen Bruder, des Grafen Eberhard von Wittgenstein, Söhne, mit der Grafschaft Wittgenstein. (BA Ber.Uk – 1256) 1495 Juli 04.
- Abschriften einiger Vergleiche zwischen Wilhelm und Johann Grafen zu Sayn-Wittgenstein (BA Ber.A / Akten A (Altes Archiv), Nr. F 5) nach 1510.
- Vergleich der Brüder Johann und Wilhelm, Grafen zu Wittgenstein, abgeschlossen zu Marburg vor der Landgräfin von Hessen. (BA Ber.Uk – 1498), 1516 November 24.
- Förmlicher Heiratsvertrag des Grafen Wilhelm von Wittgenstein mit Johanna, Tochter Salentins, Herrn von Ysenburg und Neumagen, und dessen Frau Elisabeth von Hunolstein. (BA Ber.Uk – 1549) 1522 November 20.